# 足柄峠

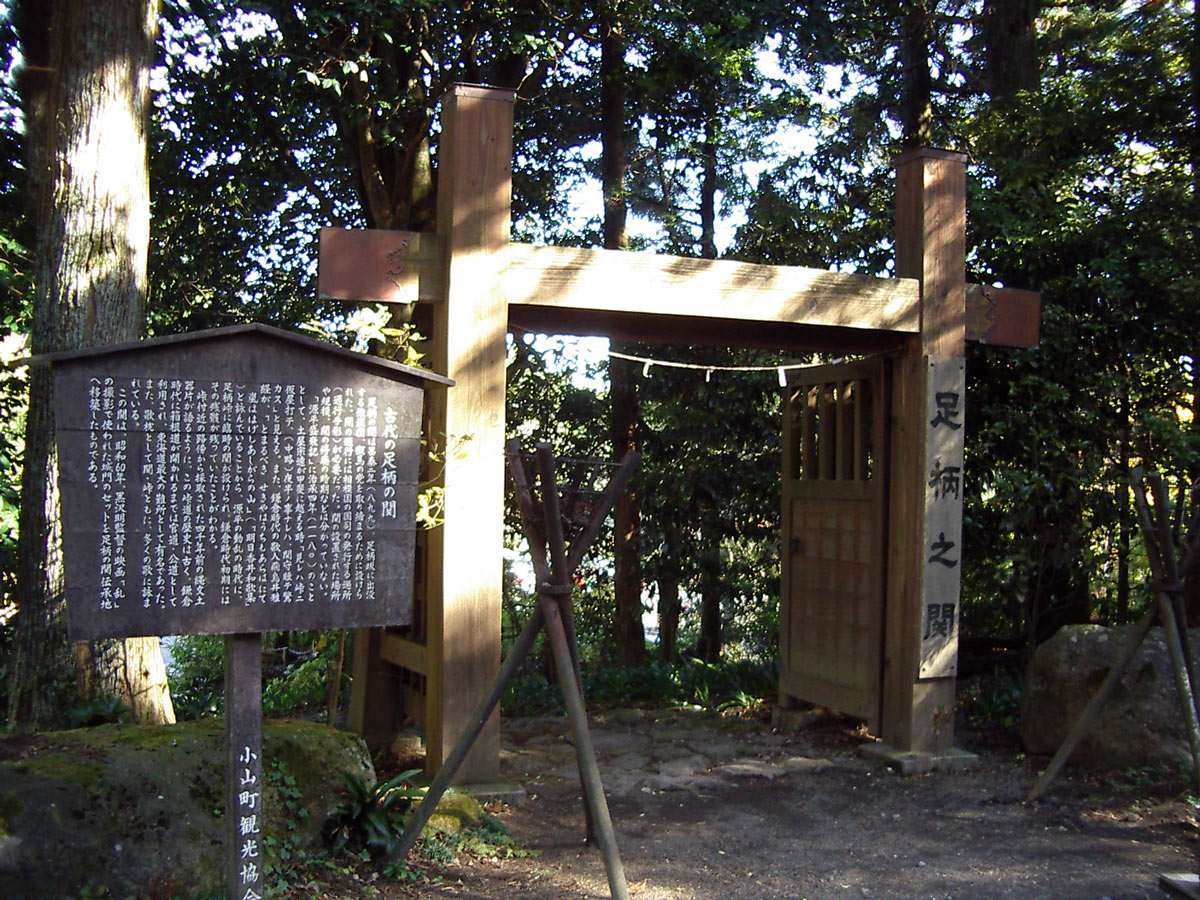
足柄の関。この門は1985年の映画『乱』のセットとして作られ、後に移設されたもの。

足柄峠（あしがらとうげ）は、静岡県駿東郡小山町と神奈川県南足柄市の間にある峠。箱根外輪山から北に伸びた尾根上に位置し、箱根峠とともに東海道を構成する。標高 759m。

## 歴史
足柄峠は駿河国と相模国の国境の峠である。峠では縄文時代や奈良時代・平安時代の土器片が採取されており、古くから交通の要衝であったと考えられている。
かつてはここを足柄坂（あしがらさか）と呼び、ここより東を坂東と称して足柄峠はその入り口であった。この峠を越える道は律令時代に東海道として整備され、足柄路（矢倉沢往還）と呼ばれた。
富士山の延暦噴火（800年 - 802年）の際、降灰状況などの判断に基づき、足柄路の使用を1年間止め、代わりに箱根峠を通る街道（箱根路）を整備し使った（『日本後紀』より）。899年に関所が設けられた。
鎌倉時代以降、急勾配だが短距離の箱根路が足柄路よりも多く使われるようになった。
1336年（和暦では建武2年（1335年））には南北朝時代の幕開けとなる箱根・竹ノ下の戦いが行われ、足柄峠に陣取った足利尊氏の軍勢が新田義貞の分隊を指揮して西側から攻め寄せた脇屋義助を峠下の竹ノ下（現在の地名は竹之下）で破った。戦国時代には足柄城が築かれた。
江戸時代も東海道の主要街道は箱根路で、足柄路は脇街道として整備した。
1889年（明治23年）には足柄峠の北側の酒匂川に沿って県境を越える東海道本線（現・御殿場線）が開通し、第二次世界大戦後にはこのルートに沿って現在の国道246号や東名高速道路が整備されたため、静岡県北駿地方と神奈川県足柄地方を結ぶ交通路としての重要性も薄れた。

## 現在
景勝地として観光客が訪れる。峠の静岡県側は足柄城跡が公園として整備されており、富士山の景色を楽しむことができる。神奈川県側は足柄峠が万葉集に詠われたことから足柄万葉公園が整備され、相模湾や江ノ島、三浦半島まで眺めることができる。
峠付近には足柄山聖天堂（しょうでんどう）や、茶屋がある。黒澤明の映画『乱』で使われた門が関所として置かれているが、関所の位置や形状は不明である。

最寄りの集落で路線バス便のある地蔵堂地区（南足柄市矢倉沢）から足柄峠までの旧足柄道・約3km が「足柄古道」としてハイキングコースが整備されている。
また、反対側の足柄駅から峠までの間も「足柄古道」としてハイキングコースとなっている。
地蔵堂地区や足柄峠からは矢倉岳・県立21世紀の森や金時山方面へのハイキングコースも整備されており、登山や散策に訪れる人も多い。

## 足柄峠笛まつり
足柄峠で笙の秘曲を豊原時秋に伝えた源義光（新羅三郎）をしのんで、毎年9月の第二日曜日に南足柄市と小山町の共催による足柄峠笛まつりが開催される。まつりでは笛などの楽器の演奏披露などが行なわれる。また、両市町の小学生による陣取り綱引きが行なわれ、勝った側は城跡の広場に「相模國南足柄領」「駿河國小山領」という看板を立てて領有することができる。なお、実際の行政界は変更されず、小山町に属する。2007年9月から1年間は「駿河國小山領」となっている。

## 通過する道路
- 静岡県道・神奈川県道78号御殿場大井線
- 神奈川県道731号矢倉沢仙石原線 - 峠付近で県道78号と接続。峠から暫く行くと通行不能になる。
- 静岡県道365号足柄峠線 - 峠直下で御殿場大井線から分岐。

## アクセス
伊豆箱根鉄道大雄山線大雄山駅（関本）より矢倉沢を経由し地蔵堂まで、箱根登山バスの路線バスが概ね毎時1本運行する。また、4月～5月、10～11月の土休日には足柄万葉公園まで直通する便も運行されている。
2020年8月 - 12月の土日には、足柄駅から峠に向かう片道運行の無料ハイキングバスが運行された。
過去には駿河小山駅から足柄峠への直行バスが富士急行バスにより季節運行されていた。（2007年10月以降、運行されていない）